# Dictini d'Astorga
Dictini d'Astorga o Dictí  (Galícia?, ca. 350 - Astorga, ca. 430) fou un bisbe d'Astorga. És venerat com a sant per l'Església catòlica.

## Biografia
Era fill de Sinfosi, bisbe d'Ourense i defensor de l'heretgia priscil·lianista, molt estesa llavors al nord-oest hispànic. Com el seu pare, Dictini era també un destacat priscil·lianista, defensant-la en nombroses obres (la més coneguda, Tractatus de libra), perdudes o destruïdes pel mateix autor quan es convertí a l'ortodòxia catòlica. Amb Sinfosi i els bisbes de Braga i Celenes, van proclamar Priscil·lià, que havia mort executat a Trèveris, sant. Sinfosi el nomenà bisbe d'Astorga (Lleó). El 396 van ésser convocats al Concili de Toledo que va tenir lloc el 400, on van abjurar del priscil·lianisme i Dictini renuncià al bisbat d'Astorga.
El poble d'Astorga, però, no volia que Dictini deixés d'ésser-ne bisbe, per la seva pietat i bon govern, i el concili acceptà que hi continués. Des de llavors, va mantenir la disciplina eclesiàstica i va defensar el credo de Nicea a les seves obres. La seva conversió i doctrina van ésser lloades per Agustí d'Hipona (a Contra mendaces) i el papa Innocenci I. Va morir cap al 430 i va ésser succeït per Comasi.
Hauria fundat un monestir vora la catedral d'Astorga, que potser va ser palau bisbal fins a la invasió musulmana i que, amb diferents construccions, perdurà fins al començament del segle xix.

## Veneració
Aviat va ésser venerat com a sant; el culte està documentat ja al segle X i possiblement es donava molt abans. No es coneix el lloc on va ésser soterrat; la tradició deia que al monestir que havia fundat, però mai no s'hi van trobar les relíquies. És possible que fossin traslladades al monestir de San Martín de Turieno a Liébana a mitjan segle viii, juntament amb les de Toribi d'Astorga, però tampoc no n'hi ha constància. La seva festivitat litúrgica és el 2 de juny.